# Kangnidokarte

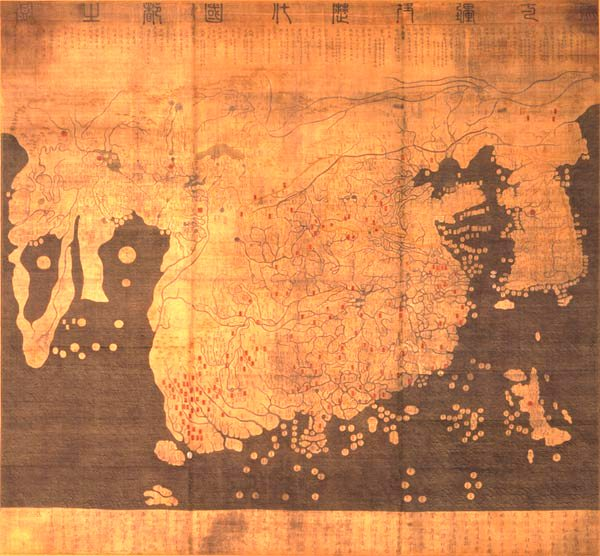
Die Kangnidokarte von 1402

Die Kangnidokarte, kurz Kangnido (kor. 혼일강리역대국도지도, 混一疆理歷代國都之圖, Honil Gangni Yeokdae Gukdo Ji Do; dt. Karte von historischen Ländern, Metropolen und Regionen), ist eine Weltkarte aus Korea.
Sie stammt vermutlich aus dem Jahr 1402 und ist eine der ältesten noch erhaltenen Karten aus Ostasien. Sie wurde unter der Aufsicht koreanischer Offizieller anhand chinesischer Informationen als Teil eines kulturellen Projektes während der Joseon-Dynastie erstellt. Die Kangnidokarte befindet sich heute in der Omiya Library der Ryūkoku-Universität in Kyōto.